# Ultraleggero (singolo)
Ultraleggero è un singolo del cantante italiano Gianni Morandi pubblicato l'11 maggio 2018 come terzo estratto dal suo quarantesimo album in studio D'amore d'autore.

## Video musicale
Il videoclip, diretto da Gaetano Morbioli, è stato pubblicato il 28 maggio 2018 sul canale Vevo-YouTube del cantante.